# تناجر حكاك
تناجر حكاك (الاسم العلمي: Tangara vitriolina)، هو نوع من الطيور يتبع فصيلة التناجر ضمن رتبة العصفوريات.